# Багаевская каплица
Багаевская каплица — часовня, находящаяся у Багаевской паромной переправы на правом берегу Дона у поселка Задонский, входящего в состав Багаевского сельского поселения Багаевского района.

## История возникновения
Река Дон регулярно меняла своё течение, что заставляло большинство нижнедонских казачьих поселений неоднократно менять своё расположение. "В 1800—1805 годах, (Дон) выпрямился от основания острова, разделил городок (Багай) на две части: правую и левую. Прошло около двух столетий с того времени. О городке на Старым Дону на левом берегу забыли. (правую) половину городка помнят до сегодняшних дней и говорят о ней, как о станице на правой стороне Дона. Здесь же осталось и станичное кладбище. Каждый год во время разлива берег реки размывался и уходил вправо, вымывая останки погребений. Могильные плиты своих предков казаки относили от берега все дальше и дальше. И вот в 1912 году одна из этих плит была отнесена подальше на высокий берег, и на том месте, где её возложили, была построена церковной архитектуры каплица. Произошло это в честь столетней годовщины участия казаков в разгроме армии при Бородино и в память о располагавшейся когда-то на правой стороне Дона станице (некоторые старожилы говорили о том, что каплица была построена в честь трехсотлетия дома Романовых в 1913). Несмотря на аргументированные исследования краеведов и публикации ростовских историков у современных багаевцев старинная станица и её предшественник, казачий городок Багай ассоциируется именно с местом установления Багаевской каплицы.

## Гибель
В 1960-х годах старинная каплица разрушена, а в 1964 году целинный массив вокруг неё распахан.

## Восстановление
В рамках социальных изменений и в условиях жесткой предвыборной борьбы на рубеже XX—XXI вв. устанавливается «новодельная» каплица, которая, однако по своему культовому предназначению используется редко. На левом берегу Дона в пределах самой станицы Багаевская установлена (2014 г.) Часовня Смоленской иконы Божией Матери. Координаты новой часовни: 47.323116, 40.361705